# Małgorzata Marcinkiewicz
Małgorzata Marcinkiewicz (ur. 26 stycznia 1962 w Przemyślu) – polska polityk i przedsiębiorca, posłanka na Sejm VII kadencji.

## Życiorys
W 1981 ukończyła Zespół Szkół Chemicznych (w specjalności operatora procesów w przemyśle chemicznym). Zajęła się własną działalnością gospodarczą, prowadziła sklepy działające w różnych branżach, następnie zaczęła współpracę z przedsiębiorstwami z państw dawnego ZSRR. 
Przystąpiła do Ruchu Palikota. Kandydowała w wyborach do Sejmu w 2011 z 1. miejsca na liście tej partii w okręgu wyborczym nr 22 w Krośnie. Uzyskała mandat poselski, zdobywając 10 058 głosów. 
W październiku 2013, w wyniku przekształcenia Ruchu Palikota, została działaczką partii Twój Ruch. 26 września 2014 opuściła ją wraz z grupą posłów. Kilka dni później współtworzyła koło Bezpieczeństwo i Gospodarka, które rozwiązano w lutym 2015. W tym samym miesiącu powróciła do klubu Twojego Ruchu. Po jego rozpadzie w następnym miesiącu znalazła się w kole Ruch Palikota. W wyborach w październiku tego samego roku nie ubiegała się o poselską reelekcję.
W 2016 skazana przez Sąd Rejonowy w Jaśle na 2 lata pozbawienia wolności z warunkowym zawieszeniem jej wykonania oraz na karę grzywny w kwocie 8 tys. zł m.in. za przywłaszczenie i doprowadzenie Skarbu Państwa do niekorzystnego rozporządzenia mieniem.